# Aurora Place
Aurora Place ist die übliche Bezeichnung für das preisgekrönte Wohn-/Bürohochhaus von Renzo Piano in Sydney. Der offizielle Name lautet RBS Tower. Auf dem Gelände stand ursprünglich ein Bürogebäude der Regierung von New South Wales. Bauherren waren Bovis Lend Lease. Im Januar 2001 verkauften sie das Gebäude für 485 Millionen  Dollar. Das Hochhaus stellt das achthöchste Gebäude der Stadt Sydney dar.
Die Ost-Fassade des 41-stöckigen Gebäudes ist konvex geformt wie ein windgefülltes Segel und korrespondiert so mit dem nahegelegenen Hafen und dem dortigen Opernhaus. Den Sockel verkleidete Piano mit den gleichen Terrakotta-Kacheln wie am Potsdamer Platz.
Im Juni 2009 erkletterte Alain Robert das Gebäude.